# 클린 밴딧
클린 밴딧(Clean Bandit)은 잉글랜드의 전자 음악 그룹이다. 케임브리지 대학교에서 클래식을 전공하던 루크 패터슨, 그레이스 차토, 잭 패터슨, 닐 밀란 아민-스미스가 결성했다.

## 역사
첼로 전공의 그레이스가 현악 4중주를 결성한 뒤 함께 클래식을 공부하던 잭은 이들의 녹음에 나서곤 했다. 이 음원을 그레이스가 듣고는 라이브로 클럽에서 연주해보자고 제안했다. 잭의 동생 루크 패터슨이 드럼 담당으로 합류하며 밴드가 결성됐다.
바이올린을 연주하던 닐 밀란 아민-스미스가 탈퇴하면서 4인조에서 3인조가 되었다. 2012년 첫 싱글 "A+E"가 영국 싱글 차트 100위 안에 든 것을 시작으로 "Mozart House"는 20위 안에 들었다. 2014년 "Rather Be"는 4주간 1위를 차지하고 유튜브 조회수 4억 건을 넘겼으며 제57회 그래미 어워드 ‘베스트 댄스 레코딩’ 부문을 수상했다.
2016년 발표한 "Rockabye"는 선풍적인 인기를 끌어 빌보드 핫 100에서 9위 차지하였고 2016년 크리스마스 주간의 차트에서 캐럴을 밀어내고 1위를 유지한 이례적인 기록을 세웠다. 2017년 발매한 "Symphony"는 동년 4월 마지막주 UK 싱글 차트에서 1위를 했다.

## 음반 목록
- New Eyes (2014)
- Symphony (2017)
- What is love? (2018)